# Дельта Червоної річки (заповідник)
Дельта Червоної річки - біосферний резерват у В'єтнамі.

## Фізико-географічна характеристика
Біосферний резерват розташований у північному В'єтнамі на території округів Тхайтхюї, Т'єнхай, Зяотхюї, Нгіахинг і Кімшон. 500 км Червоної річки, включаючи дельту, проходить по території В'єтнаму.
У базі даних світової мережі біосферних резерватів зазначені такі координати центральної точки заповідника: 20°32′ пн. ш. 106°35′ сх. д. / 20.533° пн. ш. 106.583° сх. д.. Згідно з концепцією зонування резерватів загальна площа території, яка становить 1372,61 км², розділена на три основні зони: ядро - 148,42 км² (з них 85,64 км² акваторії), буферна зона - 369,51 км² (з них 184,94 км² акваторії), зона співпраці - 854,68 км² (з них 500,21 км² акваторії). До ядра резервату відносять території в округах Зяотхюї та Т'єнхай, які є природними заповідниками, оточені транзитними та буферними зонами, і з'єднані коридором.

## Флора і фауна
Рослинний і тваринний світ резервату здебільшого включає види, що пристосовані до солоної води. Транзитною зоною між водним світом і повністю наземним світом резервату є мангрові ліси і території, які затоплюються під час припливів. Серед 26 видів мангрових основними є Kandelia candel і Sonneratia caseolaris.
Територія є важливим пунктом міграції птахів із північної Азії на південь у індомалайзійський регіон і в Австралію, і назад. Серед 78 видів водних птахів, які зареєстровані тут, 38 видів куликів. 11 видів птахів відносять до рідкісних видів, у тому числі: Calidris pygmaea, Threskiornis melanocephalus, Terpsiphone atrocaudata. Особливо важливими для міграції птахів є водно-болотні угіддя Сюантхюї площею 120 км² і територія округу Т'єнхай. Угіддя Сюантхюї, що розташовані південніше естуарію Балат, є важливим місцем зимівлі водоплавних птахів, в різні роки там зареєстровано понад 20000 водоплавних і 33 тисяч куликів. Округ Т'єнхай, що розташований між естуарієм Балат і річкою Лан, є місцем зимівлі Platalea minor.
Крім того на території резервату мешкає Гребенястий крокодил і Дюгонь.

## Взаємодія з людиною
На території резервату проживає понад 128 тис. осіб, представників різних етнічних груп, які утворюють 5 великих кланів. Кожен клан і його великі гілки будують кланові споруди, яких на території резервату налічується 29. Жителі резервату зазвичай мають два будинки (у лісі та в місті) і переважно займаються сільським господарством і рибальством. Проводяться програми з навчання населення грамотному використанню водних ресурсів.
Резерват створено 2004 року, але й до цього різні частини резервату перебували під охороною держави й міжнародних організацій. Зокрема, у 1982 році територія Сюантхюі стала першим  водно-болотним угіддям країни, а 2003 року набула статусу національного парку. Сюантхюї і Т'єнхай від 2002 року входять до списку об'єктів BirdLife INternational. Попри те, що територія являє собою загальну екологічну цінність, управління відбувається роздільно: Т'єнхаєм управляє департамент провінції Тхайбінь, а Сюантхюї - провінції Намдінь.
Регіон є досить добре вивченим, у ньому постійно працює близько 75 дослідників.